# Ростсельмаш (дворец культуры)
Дворец культуры Ростсельмаш — дом культуры в Ростове-на-Дону.

## История
История дворца культуры началась одновременно со строительством завода «Ростсельмаш».
В 1929 году в помещении столовой строителей «Сельмашстроя» находился рабочий клуб, где были построены зал и сцена. В клубе демонстрировались кинофильмы; был организован драматический кружок под руководством нахичеванского артиста Урядова. В 1930 году клуб 
был перенесён во временный деревянный барак. Одновременно строилось новое большое здание, которое вступило в строй в 1931 году, и 6 ноября 1931 года в зрительном кинозале на 550 мест состоялось первое торжественное собрание заводского коллектива. Строительство театральной части дома культуры из-за нехватки средств было законсервировано.

Первое здание ДК

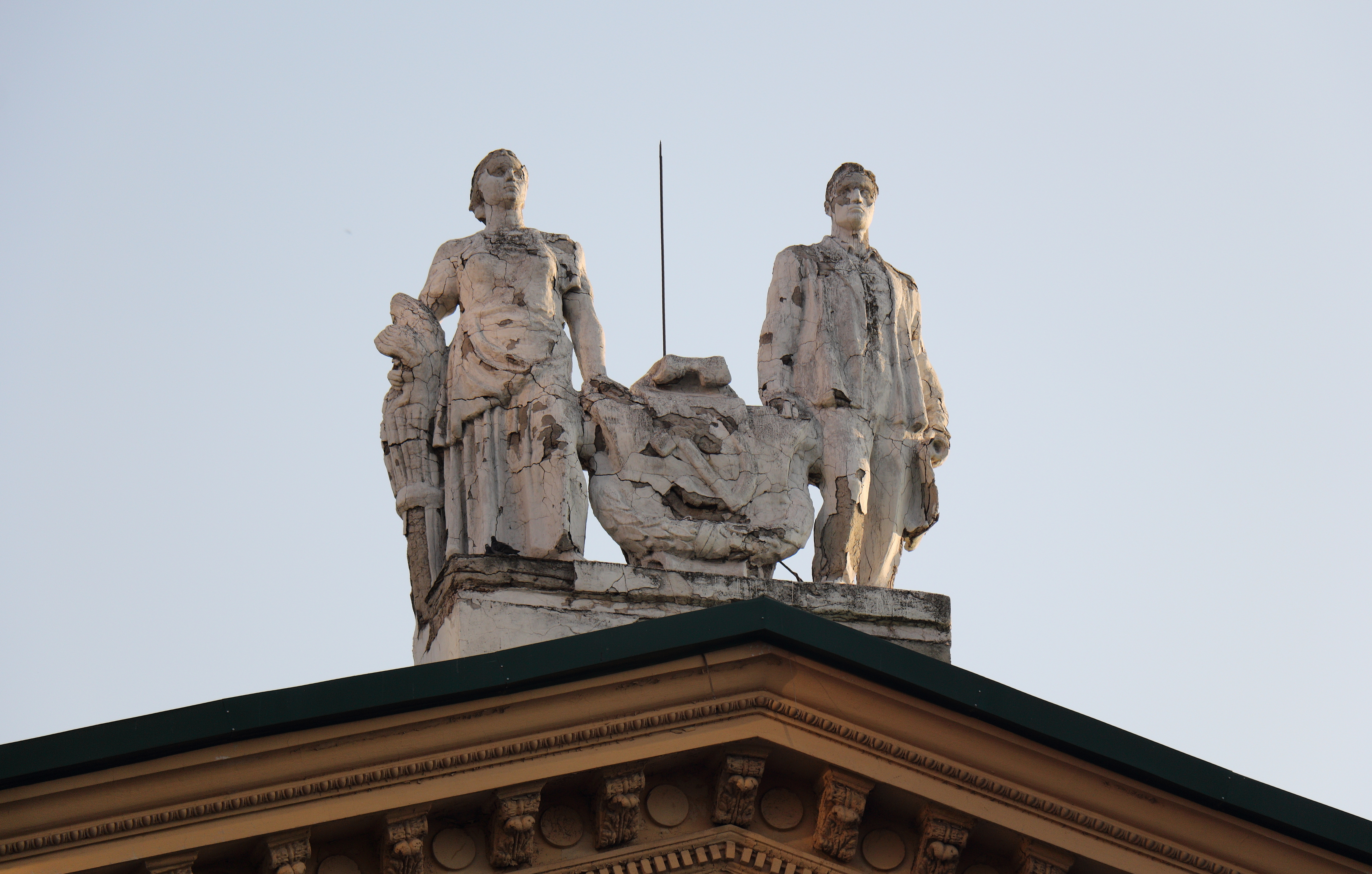
Венчающая здание ДК скульптурная композиция

В таком состоянии дом культуры просуществовал до начала Великой Отечественной войны, когда его здание было занято под госпиталь для советских бойцов. Во время оккупации Ростова-на-Дону использовалось немцами, а при их уходе из города — было взорвано. На этом месте в настоящее время находится вторая областная больница. От прежнего здания осталось только название улицы, которая когда-то шла от него, — улица Клубная.
В послевоенные годы было принято решение о восстановлении дворца культуры. Оно было построено в другом месте. Для этого была осуществлена довоенная идея — объединения дворца культуры, стадиона и прилегающего парка в один культурный комплекс. Спроектировал здание архитектор Алексей Мулик, строилось оно в течение 1948—1960 годов и было сдано в эксплуатацию в конце 1960 года. В 1979 году площадь перед Дворцом культуры украсил фонтан.
Дворец культуры «Ростсельмаш» продолжает функционировать и в настоящее время. Его театральный зал, рассчитанный на 1000 посадочных мест, является важной театральной и концертной площадкой города.
Ранее в здании дворца культуры располагался музей завода «Ростсельмаш».